# Kungsholms kyrka
Kościół Ulryki Eleonory (szw. Ulrika Eleonora kyrka), zwany Kungsholms kyrka – luterańska świątynia znajdująca się w Sztokholmie, w dzielnicy Kungsholmen. Należy do parafii Västermalms.

## Historia
Do 1671 roku teren, na którym znajduje się świątynia należał do parafii św. Klary. 21 marca 1671 roku otrzymano pozwolenie na budowę kościoła, do czasu jego wzniesienia nabożeństwa odprawiano w prywatnym budynku pełniącym funkcję mieszkania, warsztatu i magazynu. Fundamenty pod budowę świątyni położono w 1673 roku, projekt sporządził Mathias Spieler. Prace jednak wkrótce przerwano z powodów finansowych. W 1679 roku prowizoryczna świątynia została doszczętnie zniszczona przez pożar. Budowę wznowiono w 1685 i ukończono w 1688 roku. 2 grudnia 1688 roku kościół konsekrowano w obecności króla Karola XI, jego żony Ulryki Eleonory i królowy-wdowy Jadwigi Eleonory. W 1810 roku wzniesiono kopułę z latarnią. W latach 2017–2018 świątynię odrestaurowano.

## Architektura i wyposażenie
Kościół jednonawowy, z transeptem. Ołtarz główny, ze sceną Zmartwychwstania Pańskiego, wykonał Fredrik Westin, a cynowy krucyfiks – Ture Jerkman. Ambonę w stylu empire wybudował w 1820 roku Carl Christoffer Gjörwell. Chrzcielnicę, autorstwa Caspara Schrödera, zdobią wizerunki ewangelistów z atrybutami oraz figura Chrystusa w otoczeniu dzieci.
34-głosowe, elektropneumatyczne organy wykonano w 1898 roku w zakładzie Åkerman & Lund Orgelbyggeri. W 1956 roku warsztat Hammarbergs Orgelbyggeri AB rozbudował instrument do 47 głosów i wykonał drugie, mniejsze organy, o mechanicznej trakturze gry.

## Galeria

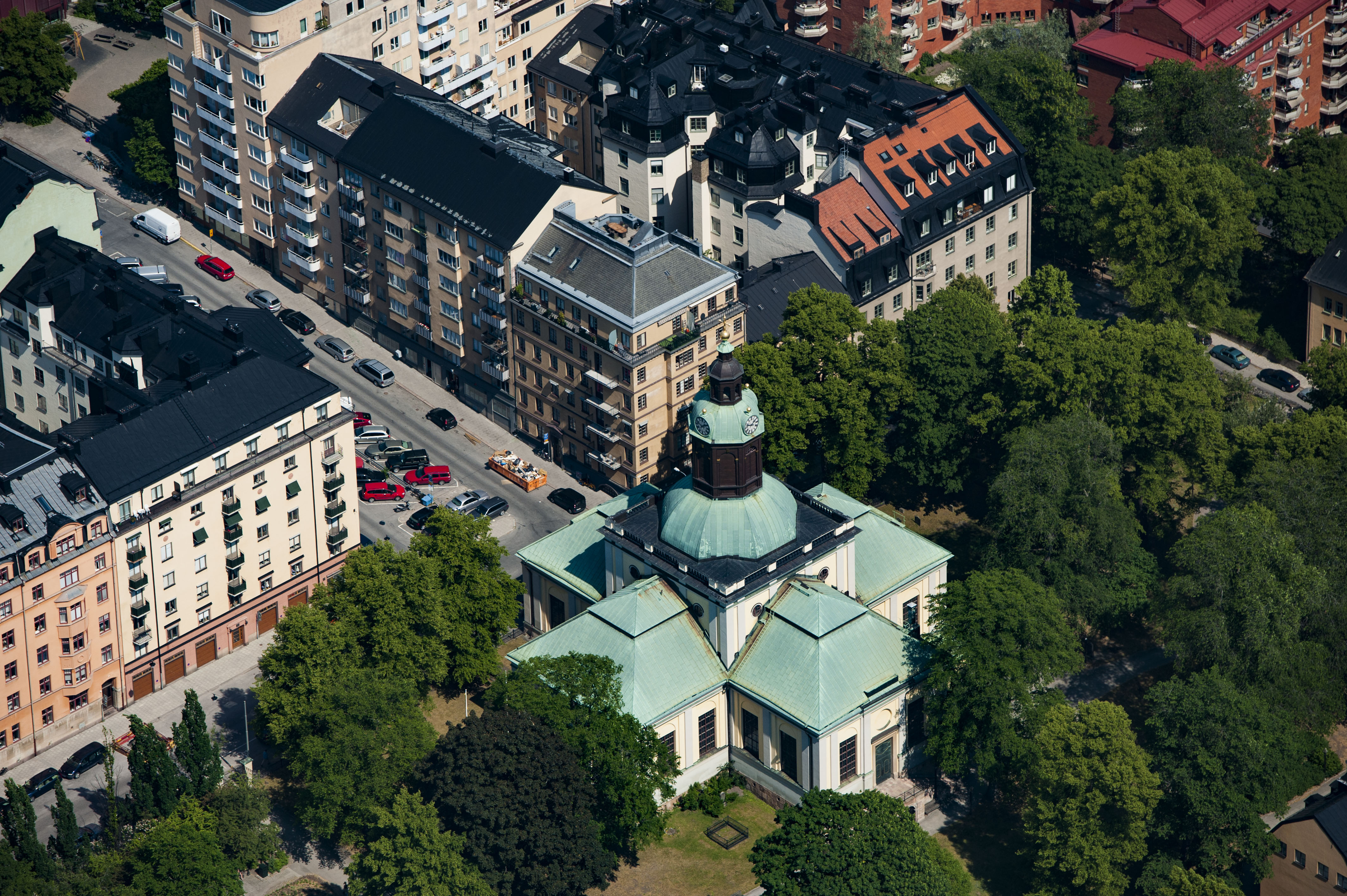
Widok z lotu ptaka
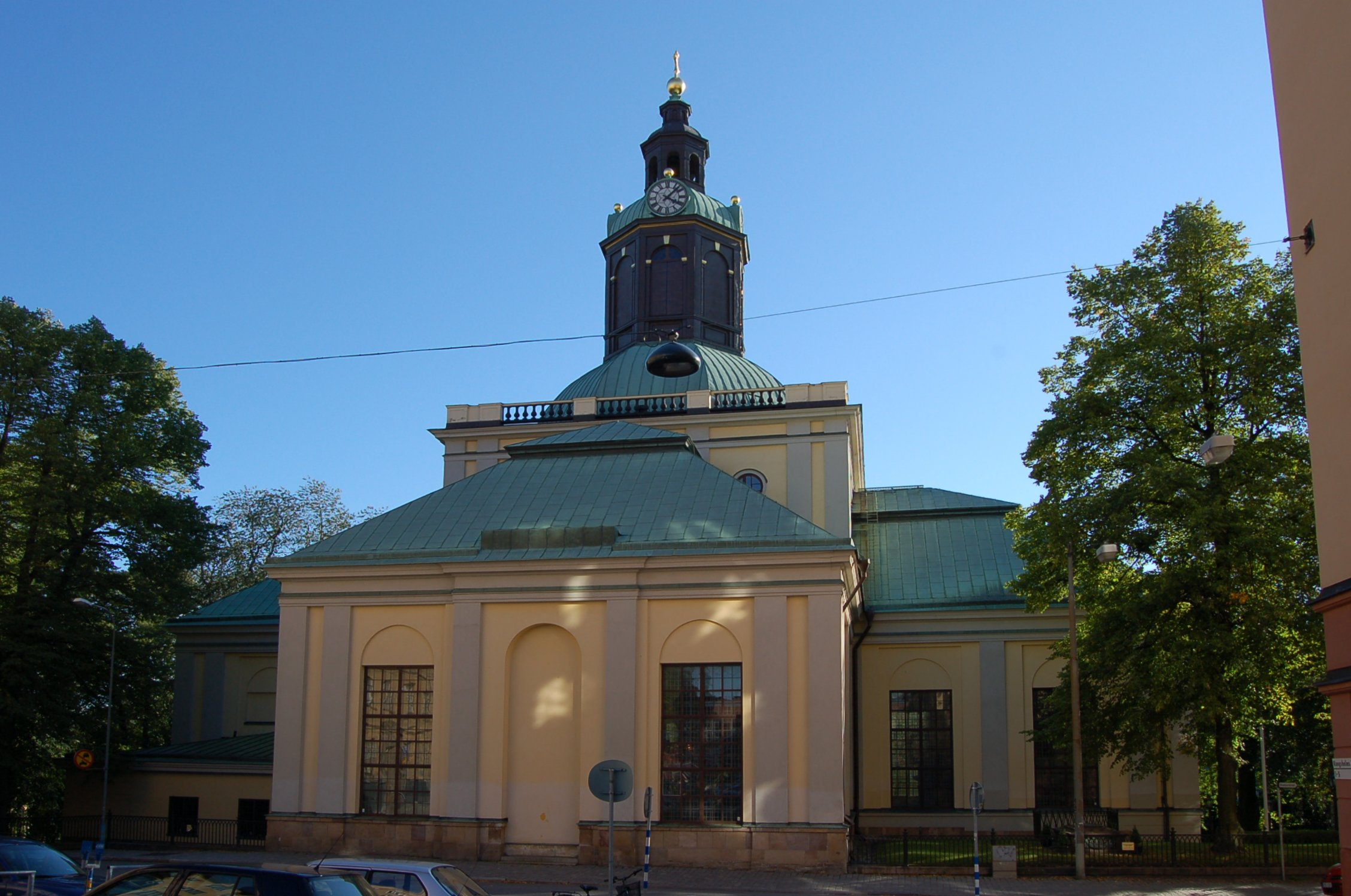
Północna elewacja
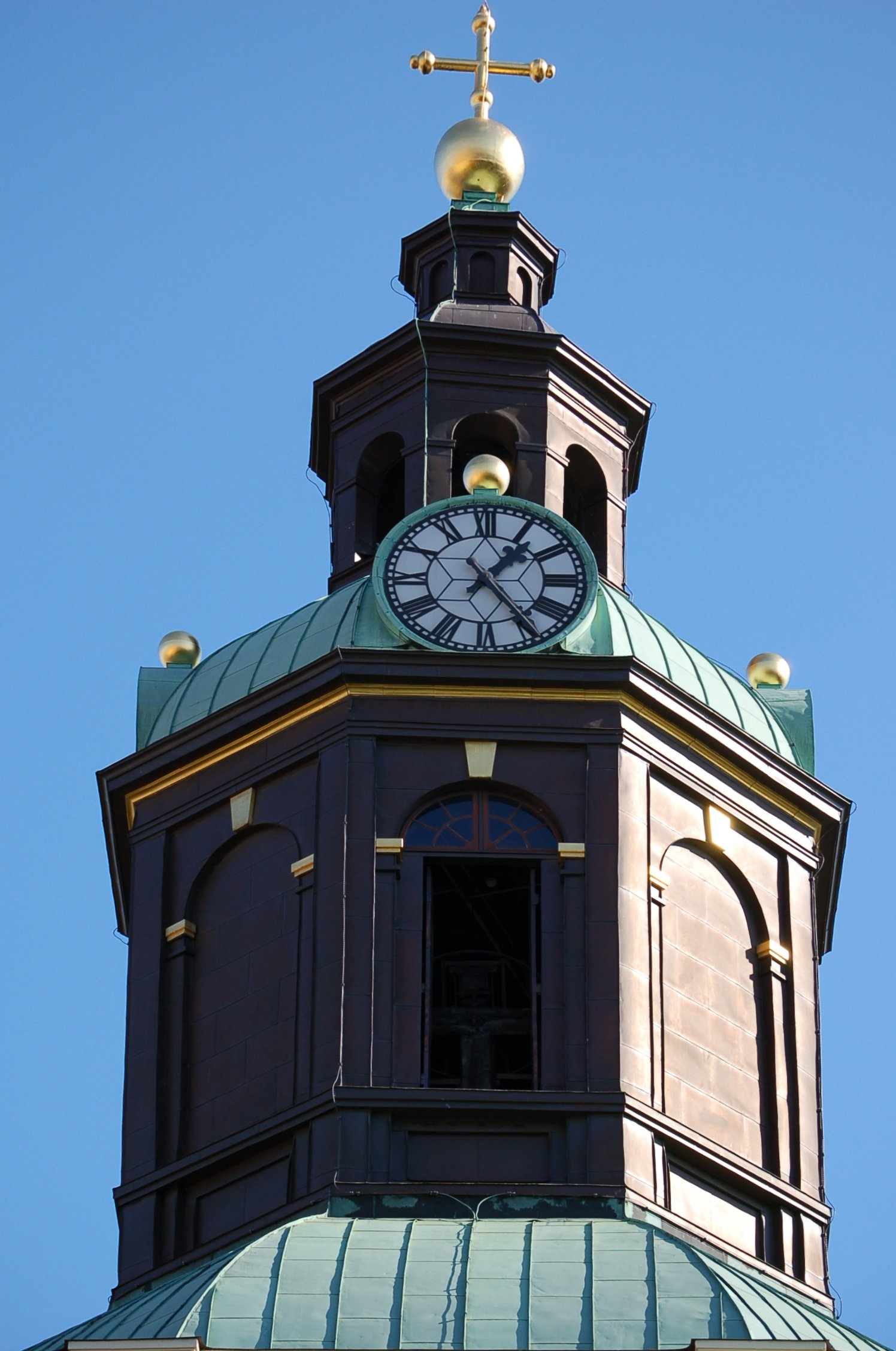
Latarnia
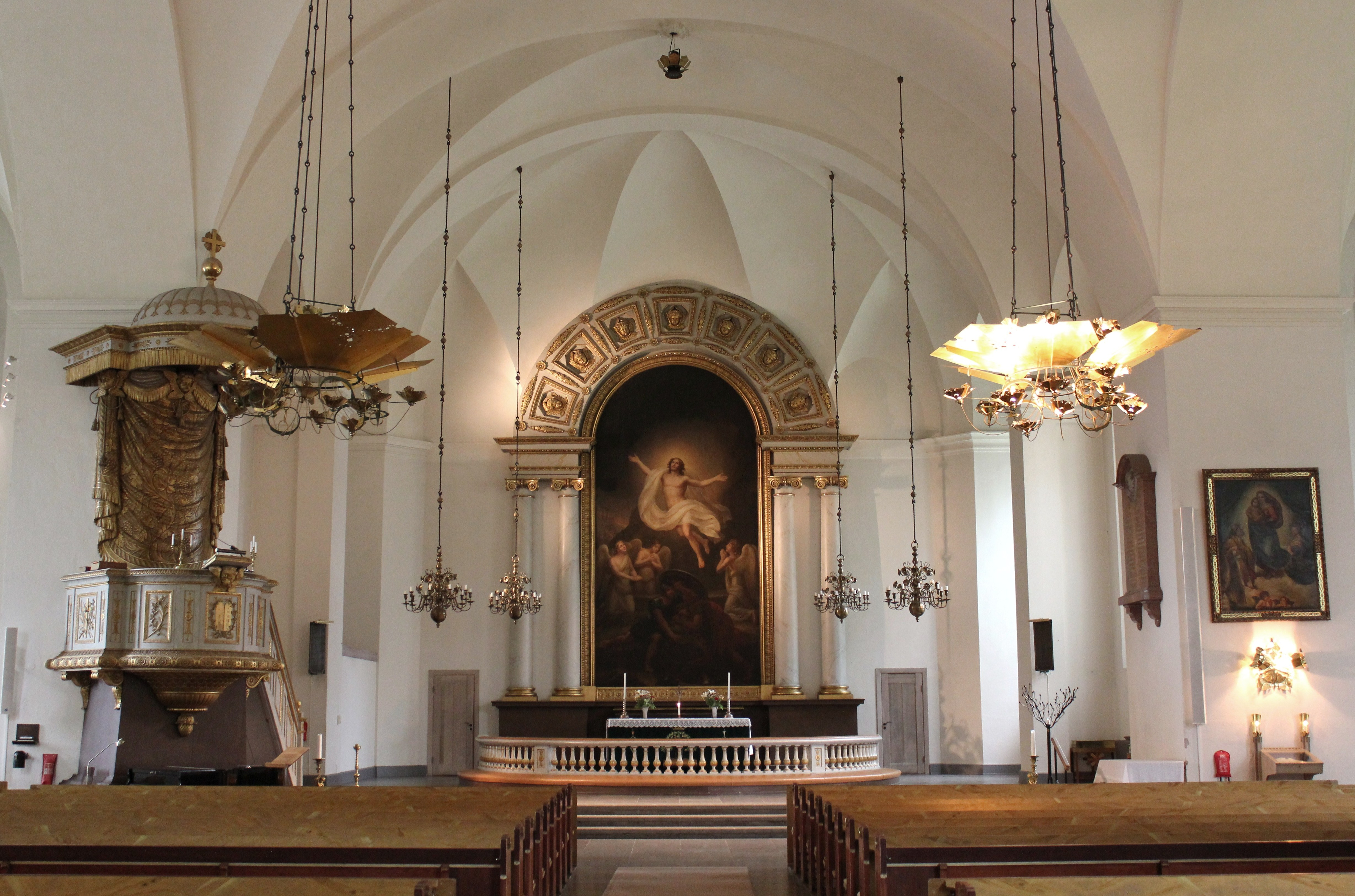
Wnętrze
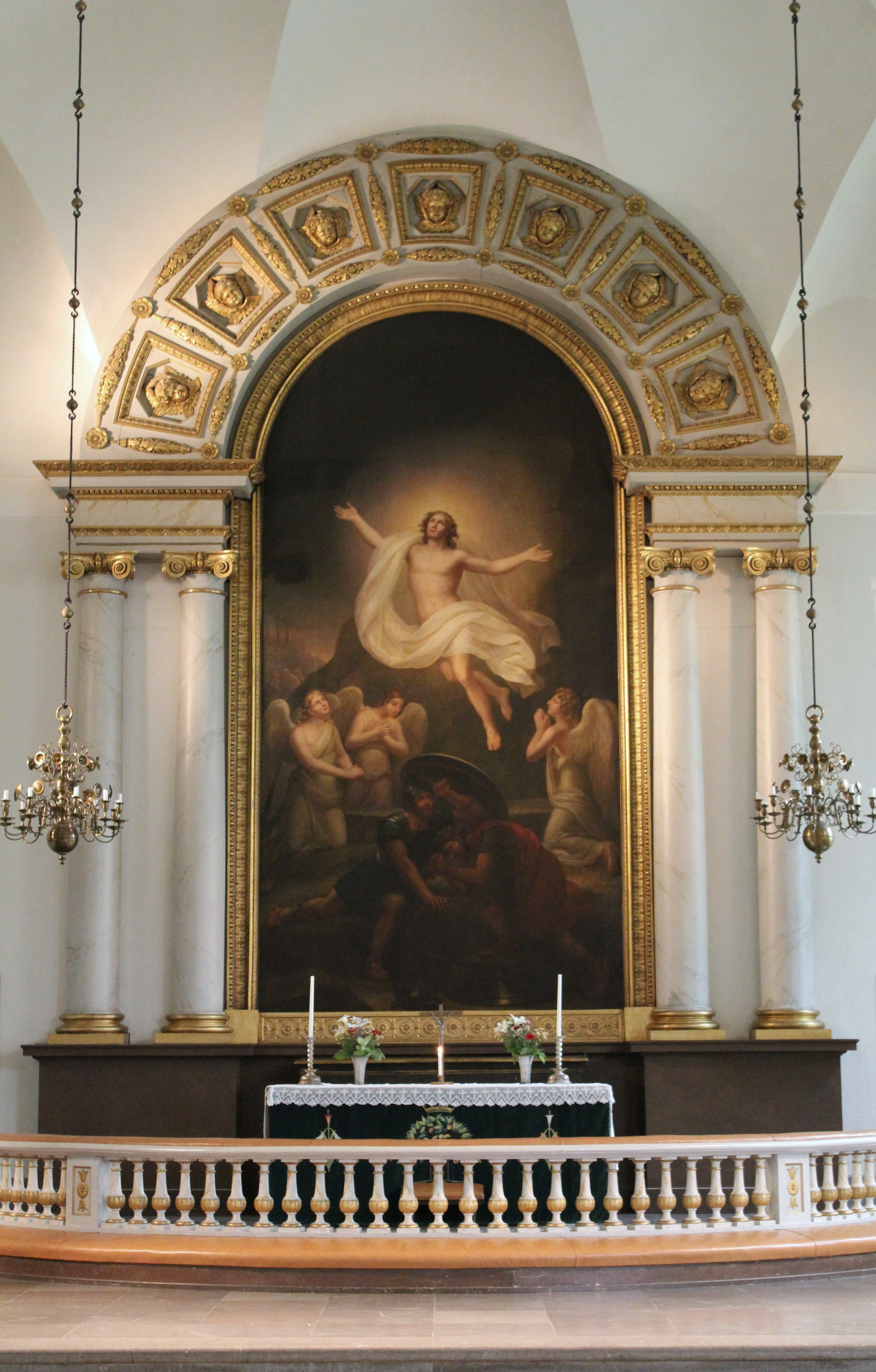
Ołtarz
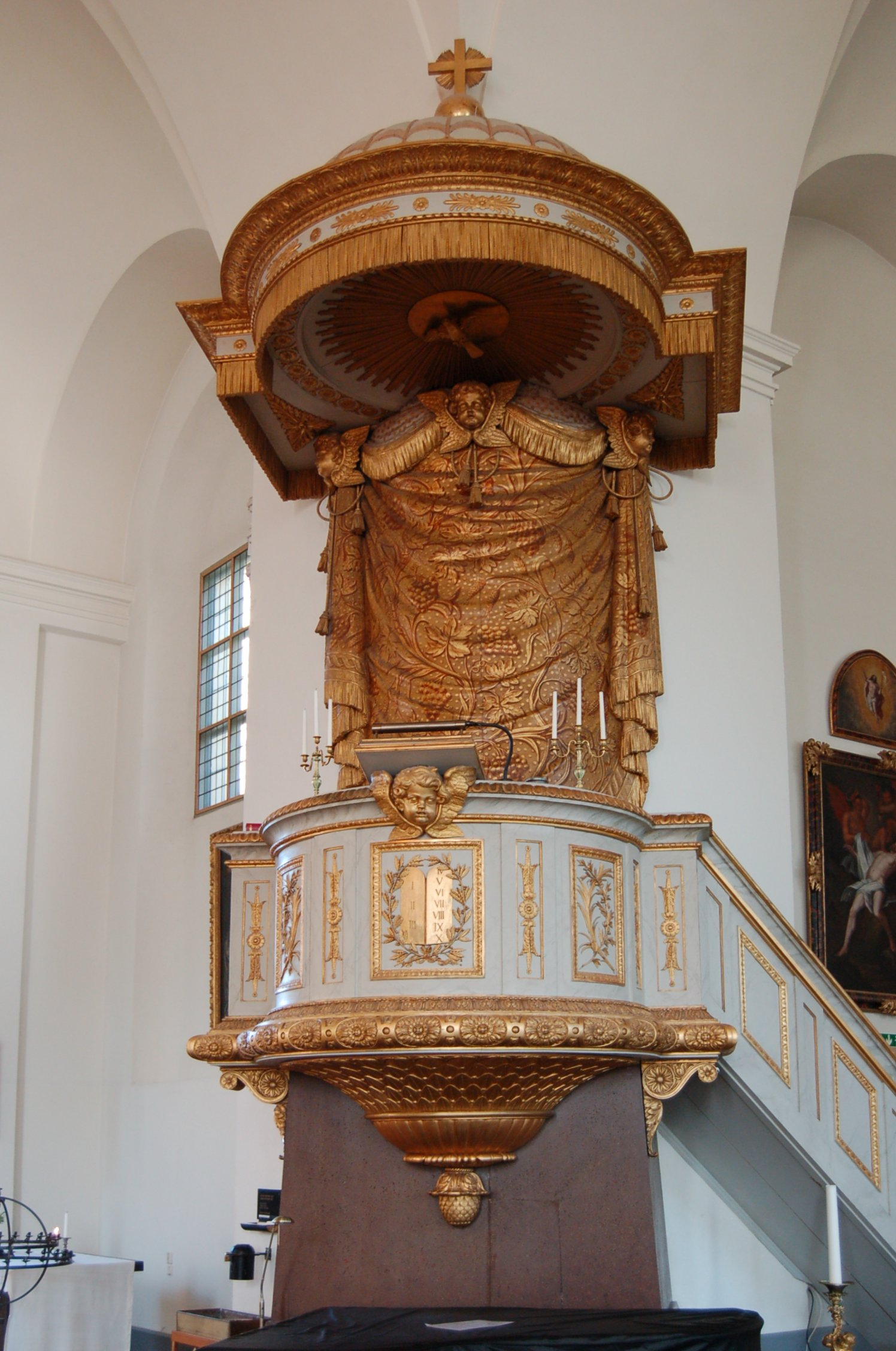
Ambona
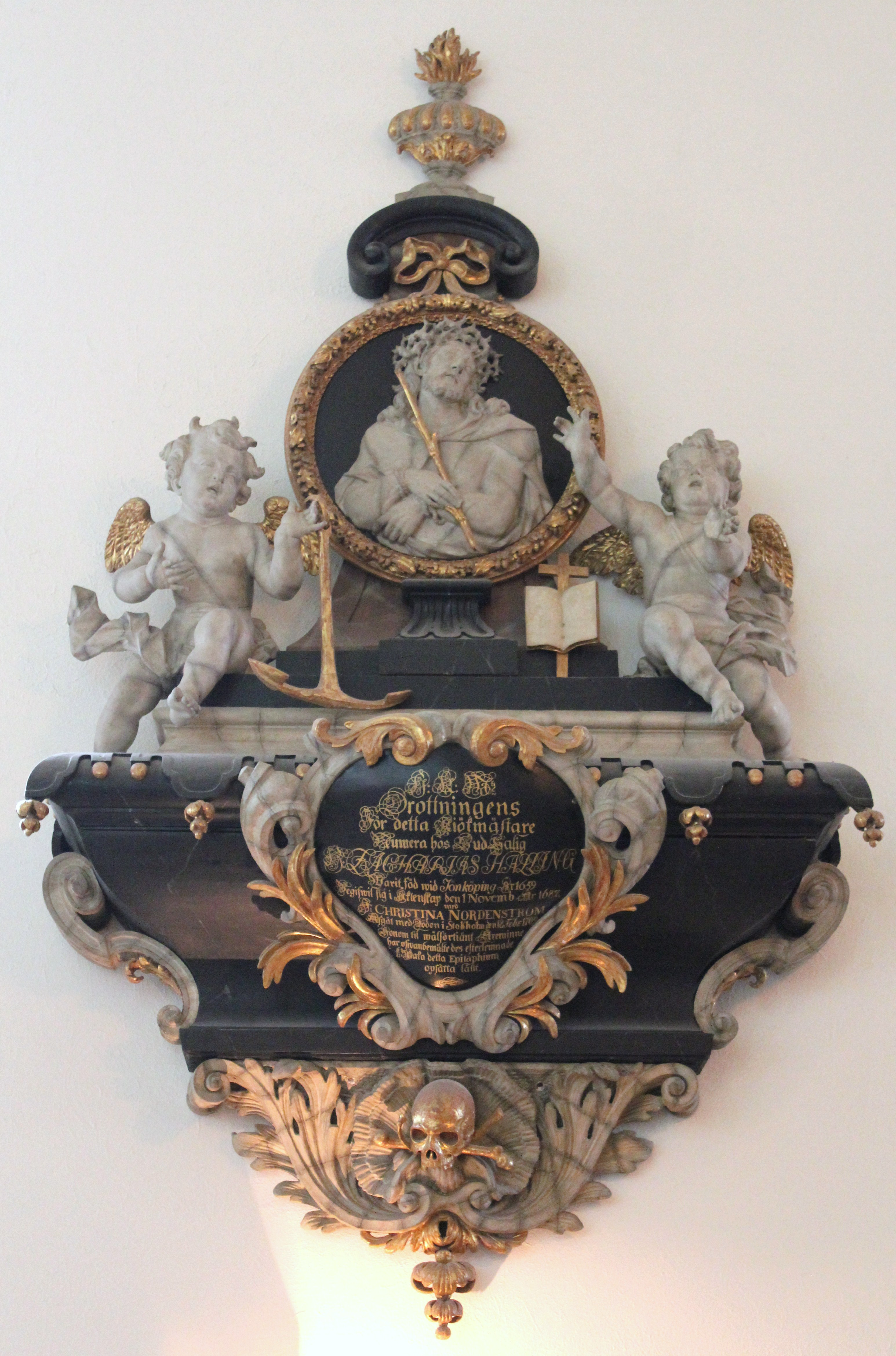
Epitafium Zachariasa Hallingsa
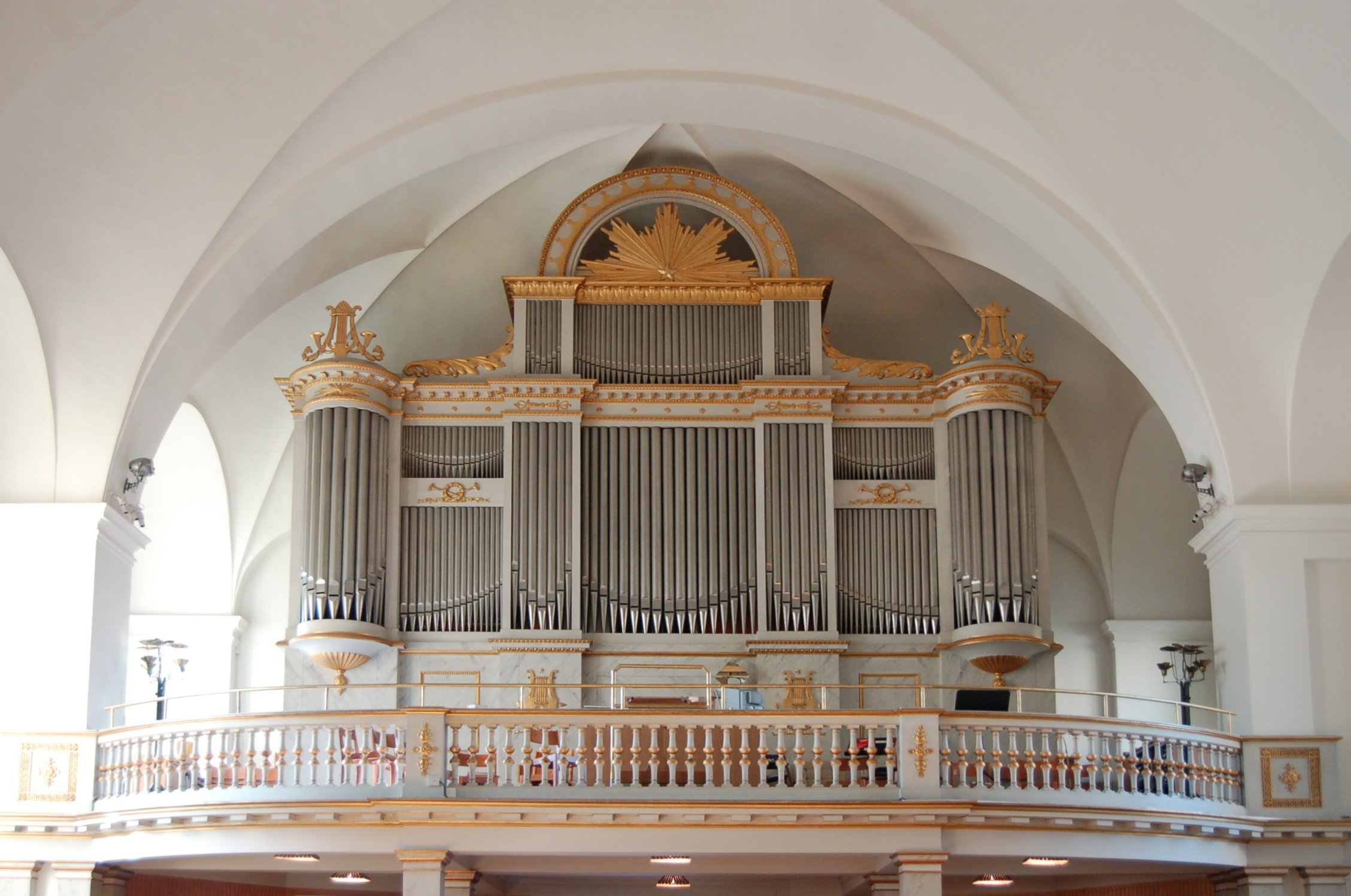
Organy